# Oceanic Airlines
Oceanic Airlines er et fiktivt flyselskab brugt i op til flere film og tv-serie. Det skal ikke forveksles med Trans-Oceanic Airways og Ocean Airlines. På grund af Oceanic Airlines er relativt ofte anvendt som et katastrofeselskab, er anvendelsen blevet en intern joke i film- og seriebranchen.

## Oceanic Flight 815
I tv-serien Lost er Oceanic Airlines udformet med egen grafiske profil, mm. Historien centrerer sig om de overlevende fra Oceanic Flight 815, der på sin kommercielle rute fra Sydney, Australien til Los Angeles, USA styrter ned på en mystisk, øde ø i Stillehavet. Serien er skabt af Jeffrey Lieber, Damon Lindelof og J.J. Abrams. Abrams brugte desuden også kortvarigt Oceanic Airlines som et påskeæg i Alias.